# Cóndor de Mérida BBC
Cóndor de Mérida BBC es un equipo de béisbol de Venezuela que milita en la Liga Nacional Bolivariana de Béisbol, juega en la conferencia Centro-Occidental, estando en la división Llanera-Andina. Se funda en el año 2011, en este mismo debuta en la Liga Nacional Bolivariana de Béisbol. El equipo de Cóndor de Mérida, juega sus partidos en el Estadio Libertador de Mérida.

## Historia
Cóndor de Mérida se funda en el año 2011 en el cual lo colocarían en la conferencia Centro-Occidental y dentro de esta misma entrarían en la división Llanera-Andina compartiendo división con Atléticos de Turen y Cafetaleros del Táchira (ambos jugaron desde la primera temporada de la LNBB, 2005), Petroleros de Barinas(equipo que ganaría el título para ese año), Trujillanos BBC y el equipo representante del estado Zulia. A Cóndor no le iría bien en su primera temporada, no lograrían llegar a clasificarse para la ronda semifinal de la división Llanera-Andina.
En la temporada 2012 sería un mejor año para Cóndor, el equipo tendría nuevas contrataciones que podrían ayudarles a ganar el título, pero para este año el equipo tendría un apoyo moral fuerte debido al incremento de la afición y la llegada de una barra que los apoyaría tanto de local como de visitante llamada "La 10". Para este año el equipo lograría pasar a la ronda semifinal de la división Llanera-Andina, pero no pasaría de ahí al quedar de 4.º lugar.
En la temporada 2013 la afición pensaría que el equipo tendría un mejor año debido a que llegarían jugadores de mejor prestigio y también al resultado de la temporada pasada, pero no sería así. Para este año Cóndor no contaría con el apoyo de "La 10". Cóndor comensaria con grandes aspiraciones de ganar la LNBB, y al pasar a la ronda semifinal de la división Llanera-Andina con un buen puesto, pero al igual que el 2012 no lograrían pasar de ahí, aunque si quedaron mejor al llegar al 3.er lugar.